# Bat-Šeba
Bat-Šeba (hebrejski: בת שבע, Bath Shebha; također pisano Batšeba ili Bat Šeba) bila je kraljica Izraela kao supruga kralja Davida. Njezin je prvi suprug bio Urija Hetit. Zaveo ju je David, za kojeg se udala nakon Urijine smrti. Imala je nekoliko sinova s Davidom, a jedan je postao kralj, Salomon. Bila je pretkinja judejskih kraljeva te je bila poznata po svojoj ljepoti.

## Etimologija
Bat-Šebino ime znači "kći zakletve". 

## Biografija

### Podrijetlo i prvi brak
Bat-Šeba je bila rođena kao kći Eliama, koji je zvan i Amiel. Njezin je djed bio Ahitofel, Davidov savjetnik.
Udala se prvo za čovjeka zvanog Urija. On je bio hrabar vojnik.

### Drugi brak
Kad je kralj David jednog dana predvečer šetao po krovu svoje palače, opazio je Bat-Šebu kako se kupa. Nikada prije nije vidio tako lijepu ženu. Odmah se zaljubio u nju te se raspitao za nju, a bilo mu je rečeno da je to "Bat-Šeba, kći Eliamova i žena Urije Hetita". David je poslao glasnika po nju te je spavao s njom. Ona mu je poručila da je trudna, što je bio veliki problem.
David je smislio kako će legalno doći do Bat-Šebe - poslao je pismo Joabu u kojem je napisao da Uriju postave tamo gdje je najžešći boj. Urija je poginuo u bici. Kada je to čula Bat-Šeba, žalovala je za mužem. Nakon nekog vremena David je poslao po nju te ju je oženio. Rodila mu je sina koji je umro, što joj je uzrokovalo još veću tugu. David ju je utješio i ponovno spavao s njom. Rodila je ponovno sina, koji je nazvan Salomon. Prorok Natan ga je nazvao Jedidja te je rekao da ga je Bog zamilovao. Bat-Šeba je nastavila živjeti na dvoru te je rodila još sinova. Prva Knjiga Ljetopisa spominje da je Bat-Šeba bila majka Šimeje, Šobaba, Natana i Salomona.

### Daljnji život
Kad je David bio na umoru, njegov sin Adonija je pomislio da će postati kralj. Stoga je priredio gozbu. Prorok Natan savjetovao je Bat-Šebi da ode Davidu i da mu kaže da Salomona postavi za kralja. Bat-Šeba je otišla u kraljeve odaje i rekla mu: "Gospodaru, ti si se zakleo službenici svojoj Jahvom, Bogom svojim: 'Tvoj sin Salomon kraljevat će poslije mene, on će sjesti na moje prijestolje.' A sada je, evo, Adonija postao kraljem, a ti, kralju, gospodaru moj, ništa o tome i ne znaš!" Kralj se tada zakleo Bat-Šebi da će Salomon biti kralj. Bat-Šeba mu se tada naklonila.
Salomon je bio proglašen kraljem, a Bat-Šeba kraljicom majkom. Kada je došla pred svoga sina, on joj se poklonio i zapovjedio da donesu stolac za nju te mu je sjedila zdesna. Bat-Šeba ga je htjela zamoliti da sluškinja Abišaga Šunamka postane žena Adoniji, ali je Salomon to odbio. Poslao je Benaju koji je ubio Adoniju.

## Obitelj
|  |  |  |  |  |  |  |  |  |  |  |  |  |  |  |  | Ahitofel    |  |  |  |  |  |
|  |  |  |  |  |  |  |  |  |  |  |  |  |  |  |  |             |  |  |  |  |  |
|  |  |  |  |  |  |  |  |  |  |  |  |  |  |  |  | Eliam       |  |  |  |  |  |
|  |  |  |  |  |  |  |  |  |  |  |  |  |  |  |  |             |  |  |  |  |  |
|  |  |  |  |  |  |  |  |  |  |  |  |  |  |  |  | Bat-Šeba    |  |  |  |  |  |
|  |  |  |  |  |  |  |  |  |  |  |  |  |  |  |  |             |  |  |  |  |  |
|  |  |  |  |  |  |  |  |  |  |  |  |  |  |  |  | četiri sina |  |  |  |  |  |

Bat-Šebin je unuk bio kralj Roboam.

## UNovom zavjetu
U Evanđelju po Mateju je predstavljeno Isusovo rodoslovlje preko Josipa, njegova poočima. Bat-Šeba je spomenuta kao "bivša žena Urijina" koja je Davidu rodila Salomona. Ona je spomenuta kao pretkinja Josipa. U Lukinu evanđelju je također predstavljeno Isusovo rodoslovlje, koje se razlikuje od Matejevog. Smatra se da to rodoslovlje pripada Djevici Mariji. Ovdje je spomenut Natan, Bat-Šebin sin, kao Marijin predak i tako krvni Isusov predak.